# 1046
1046. је била проста година.

## Догађаји
- Јесен – Цар Хајнрих III путује у Италију како би обезбедио наметање Гвида да Велатеа, надбискупа Милана, и других слично лојалних кандидата у другим седиштима (као што су Равена, Верона и Модена).
- Устанак пагана Вата у Краљевини Угарској: Петар, краљ Угарске, свргнут је након двогодишње владавине и погубљен.
- Бао Женг (лорд Бао), кинески владин службеник током владавине цара Рензонга од Сонга, пише меморандум престолу. Он упозорава на корупцију у влади – и предвидљив банкрот кинеске индустрије гвожђа – ако би све сиромашније породице наставиле да буду наведене у регистру домаћинстава која се баве топионицом гвожђа
- Мунџонг је крунисан за 11. краља Горјеа (Кореја).
- Бивши папа Бенедикт IX одустаје од поновног покушаја да поврати папски престо у Риму.Папа Клемент II (149. папа, 1046–1047)
- 25. децембар – Папа Клемент II наслеђује папу Гргура VI као 149. папа и крунише Хајнриха III за цара Светог римског царства.